# Stade Humberto-Micheletti
Pour les articles homonymes, voir Micheletti.
Le stade Humberto-Micheletti est un stade de football situé à El Progreso au Honduras.